# Ryżena
Ryżena (bułg. Ръжена) – wieś w południowo-środkowej Bułgarii, w obwodzie Stara Zagora, w gminie Kazanłyk. Według danych Narodowego Instytutu Statystycznego, 31 grudnia 2011 roku wieś liczyła 1020 mieszkańców. Co roku w dniu Iwanowa odbywa się sobór.